# Салмама II
Салмама (Селма) II (*д/н — 1339) — 22-й маї (володар) імперії Канем в 1335—1339 роках.

## Життєпис
Походив з династії Сейфуа. Старший син маї Абдали II. Успадкував трон 1335 року. Відновив активну загарбницьку політику, спрямовану на південь. 1339 року під час одного з походів проти народу сао (на південний схід) зазнав поразки й загинув. Трон перейшов до його брата Курі I.